# Під куполом (телесеріал)
«Під куполом» (англ. Under the Dome) — американський науково-фантастичний драматичний телесеріал, прем'єра якого відбулася на каналі CBS 24 червня 2013 року. Серіал створено Брайаном Воном за однойменним романом Стівена Кінга.
Серіал завершився 10 вересня 2015 року.

## Сюжет
Недалеке майбутнє. Серіал розповідає про мешканців маленького містечка Честер Міл (англ. Chester's Mill — букв. «фабрика Честера»), які раптово опиняються відрізаними від решти світу загадковим, невидимим і непроникним бар'єром, який оточує місто. Та поки місто рветься на шматки через паніку, невеликий гурт людей намагається втримати мир і порядок, розкрити секрет бар'єру та знайти спосіб втекти з-під нього.

## В ролях
| Актор           | Роль                                  |
| --------------- | ------------------------------------- |
| Майк Фогель     | Дейл «Барбі» Барбара                  |
| Рашель Лефевр   | Джулія Шамвей, репортер «Демократа»   |
| Дін Норріс      | Джеймс «Великий Джим» Ренні, виборний |
| Колін Форд      | Джо Макалістер                        |
| Наталі Мартінез | Лінда Есківель, заступник шерифа      |
| Александер Кок  | Джеймс «Джуніор» Ренні                |
| Брітт Робертсон | Енджі Макалістер                      |
| Николас Стронг  | Філ Буші                              |
| Джолін Парді    | Доді Вівер                            |
| Аіша Гіндс      | Керолін Гіл                           |
| Маккензі Лінтц  | Норі Келверт-Гіл                      |

## Виробництво
Спочатку проект з 2009 року знаходився в розвитку для кабельного каналу Showtime, але, урешті-решт канал відмовився від розробки шоу. В листопаді 2012 року президент CBS Ніна Теслер погодилася на зйомки телесеріалу з 13 епізодів, в обхід пілотного процесу для трансляції як недорогої програми зі сценарієм улітку 2013 року. Зйомки шоу почались у Вілмінгтоні, Північна Кароліна в лютому 2013 року, а його прем'єра на CBS відбулася 24 червня 2013 року. Серіал продовжено на другий сезон, котрий стартує 30 червня 2014 року.

## Епізоди
| Сезон | Сезон | Епізоди | Оригінальні покази | Оригінальні покази | Оригінальні покази українською | Оригінальні покази українською |
| Сезон | Сезон | Епізоди | Прем'єра           | Фінал              | Прем'єра                       | Фінал                          |
| ----- | ----- | ------- | ------------------ | ------------------ | ------------------------------ | ------------------------------ |
|       | 1     | 13      | 24 червня 2013     | 16 вересня 2013    | 4 листопада 2013               | 21 листопада 2013              |
|       | 2     | 13      | 30 червня 2014     | 22 вересня 2014    | 18 липня 2016                  | невідомо                       |
|       | 3     | 13      | 25 червня 2015     | 10 вересня 2015    | 6 березня 2017                 | невідомо                       |

## Українське озвучення
Всі три сезони телесеріалу було озвучено українською студією «Так Треба Продакшн» на замовлення телеканалу «НТН».
У всіх сезонах озвучені: 1 сезон (дубляж), 2-3 сезони (багатоголосе закадрове озвучення).
Локалізація українською створила студія «Postmodern Postproduction» на замовлення телеканалу «НТН».